# 時よ、前進! (映画)
時よ、前進!(ときよぜんしん、Время, вперёд!)は、1965年に制作されたソビエト連邦の映画である。日本では、1967年6月20日から、7月5日にかけて行われた、「十月革命50周年記念 ソビエト革命映画祭」(主催=社会新報、会場=社会文化会館大ホール)の中で「時代よ、すすめ!」の題で上映された記録がある。

## 概要
この映画の監督はソフィア・ミリキナとミハイル・シュヴェイツェルが務め、スタジオはモスフィルムである。時代設定は1930年代で、マグニトゴルスク製鉄所の建設作業を描いたものである。